# Сомко, Анна Семёновна
А́нна Семёновна Сомко́ (Хмельни́цкая) (устар. — Гафия Сомко; укр. Гафія (Ганна) Сомківна, пол. Hanna Somko; ? — не позднее 1647 года) — первая жена Богдана Хмельницкого, сестра наказного гетмана Левобережной Украины Якима Сомко, двоюродная сестра третьей жены Богдана Хмельницкого Анны Золотаренко.

## Биография
По происхождению Анна или Гафия была из зажиточных переяславских мещан. Сведения о происхождении Анны Сомко крайне фрагментарны. Предположительно, род Сомко мог состоять в родстве с потомками Андрея Львовича Ртищева по прозвище Сом, основоположника дворянского рода Сомовых. Известно, что отец Гафии Сомко — Семён Сом — был послом Речи Посполитой в Москву в 20-е годы XVII века. Еще раньше казачий сотник Федько Сом, согласно источникам, попал в сентябре 1619 года в русский плен.
Гафия Сомко вышла замуж за Богдана Хмельницкого около 1623 года.
Весной 1647 года Чаплинский совершил разбойничий наезд на Суботов и захватил все имущество Хмельницкого, скот и хлебные запасы. Слуги Чаплинского избили до полусмерти несовершеннолетнего сына Анны и Хмельницкого (по неподтвержденным сведениям его имя было Остап), а прислуживающую в семье Хмельницких Мотрону (в будущем — вторую жену Хмельницкого) Чаплинский, по словам историка Н. И. Костомарова, выкрал и женился на ней по католическому обряду. Возможно, это нападение ускорило смерть сильно болевшей к тому времени Анны Сомко.

## Дети
- Степанида (укр. Степанія) Хмельницькая (ум. после 1659)— в середине 1650-х годов вышла замуж за полковника Ивана Нечая, брата Даниила Нечая. 4 декабря 1659 во время осады Быхова вместе с мужем попала в российский плен. Они были высланы в Тобольск (Сибирь). Дальнейшая её судьба неизвестна;
- Екатерина Хмельницкая (Выговская, Тетеря) (ум. 1668);
- Мария Хмельницкая (1630—1719) — по одной из версий, Мария была женой корсуньского сотника Близкого или супругой некоего Лукьяна Мовчана;
- Тимош Хмельницький (1632 — 15 сентября 1653);
- Остап Хмельницький (ок. 1637—1647) — по неподтверждённым сведениям, умер в Суботове от побоев в десятилетнем возрасте;
- Юрий Хмельницький (1641—1685);
- Елена (укр. Олена) Хмельницькая (XVII в.) — по одной из версий, Елена была приёмной дочерью в семье Хмельницких и на самом деле звалась Мотрона. Имя Елена являлось её домашним прозвищем, полученным за красоту в честь Елены Прекрасной. По другим версиям, Елена была женой корсуньского сотника Близкого либо Лукьяна Мовчана.